# Linus Carlstrand
Linus Carlstrand, né le 31 août 2004 à Göteborg en Suède, est un footballeur suédois qui évolue au poste d'avant-centre à l'IFK Göteborg.

## Biographie

### En club
Né à Göteborg en Suède, Linus Carlstrand est notamment formé par le GAIS avant de rejoindre le club rival de l'IFK Göteborg, où il poursuit sa formation. Considéré comme un grand espoir du club, il se fait notamment remarquer en marquant beaucoup de buts lors de la saison 2021 avec l'équipe des moins de 17 ans du club.
Le 13 mai 2022, Carlstrand signe son premier contrat professionnel avec l'IFK Göteborg et est par la même occasion intégré à l'équipe première.
Carlstrand joue son premier match en professionnel lors d'une rencontre de championnat face à l'IK Sirius, le 27 juin 2022. Il entre en jeu à la place d'Hosam Aiesh lors de cette rencontre remportée par son équipe sur le score de deux buts à un.
Le 30 août 2023, Linus Carlstrand est prêté jusqu'à la fin de l'année au Utsiktens BK. Il marque son premier et unique but pour cette équipe le 28 septembre 2023, contre l'Örebro SK, en championnat. Entré en cours de jeu, il ne peut empêcher la défaite de son équipe par cinq buts à un malgré son but.

### En sélection
Linus Carlstrand joue un match avec l'équipe de Suède des moins de 19 ans en 2022.